# Сперанский, Сергей Иванович
Сергей Иванович Сперанский (2 сентября 1845 — 29 июля 1914) — генерал-лейтенант, заведующий Императорскими Петергофскими дворцами и парками и Петергофом, начальник Петербургского дворцового управления.

## Биография
Из потомственных дворян Волынской губернии. Родился 2 сентября 1845 года.
Образование получил в 1-м военном Павловском училище, откуда выпущен по 1-му разряду, с наименованием „отличнейшим“. После окончания полного курса наук в Павловском училище 23 мая 1864 года произведён в прапорщики, в 1869 году назначен исправляющим должность делопроизводителя батальонного суда, в 1870 году квартирмейстером, в 1871 году батальонным адъютантом, в 1872 году заведующим школой солдатских детей, состоящих при батальоне.
Принимал участие в русско-турецкой войне. В 1878 году назначен командиром роты Его Величества, затем назначен председателем батальонного суда. В том же году назначен флигель-адъютантом.
28 марта 1882 года произведен в подполковники. С 26 июня 1883 по 26 января 1885 года заведующий Императорскими Царскосельскими дворцами и парками. В 1884 году за отличие произведён в полковники.
С 26 января 1885 по 15 июня 1891 года заведующий Императорскими Петергофскими дворцами и парками и Петергофом.
С 6 июня по 18 августа 1891 года исполняющий должность начальника Петергофского дворцового управления.
18 августа 1891 назначен начальником Петербургского дворцового управления. В 1894 году произведен в генерал-майоры. В 1896 году зачислен в Свиту Его Императорского Величества В 1905 году за отличие произведен в генерал-лейтенанты. Умер в Петрограде. Погребён на Никольском кладбище Александро-Невской лавры (могила сохранилась).
Был президентом Императорского российского общества садоводства и руководил им в 1894—1914 годах.

## Семья
Дочь: Мария Сергеевна Сперанская (1878—1949) — фрейлина императрицы, в качестве приданого для которой в 1910 году Сергеем Сперанским было куплено у Засецких имение Доршево.